# Zanthoxylum articulatum
Zanthoxylum articulatum är en vinruteväxtart som beskrevs av Adolf Engler. Zanthoxylum articulatum ingår i släktet Zanthoxylum och familjen vinruteväxter. Inga underarter finns listade i Catalogue of Life.